# Gewerbeuntersagung
Die Gewerbeuntersagung ist die behördliche Entscheidung, einem gewerblich tätigen Unternehmer die Ausübung des Gewerbes wegen  Unzuverlässigkeit dauerhaft zu untersagen (vgl. auch Berufsverbot).

## Rechtsgrundlage
Gem. § 35 Abs. 1 S. 1 Gewerbeordnung (GewO) hat die zuständige Behörde die Gewerbeausübung ganz oder teilweise untersagen, wenn Tatsachen vorliegen, welche die Unzuverlässigkeit des Gewerbetreibenden oder einer mit der Leitung des Gewerbebetriebes beauftragten Person in Bezug auf dieses Gewerbe dartun, sofern die Untersagung zum Schutze der Allgemeinheit oder der im Betrieb Beschäftigten erforderlich ist.

## Voraussetzungen
- es muss sich um ein Gewerbe handeln
- es müssen konkrete Tatsachen wegen der Unzuverlässigkeit vorliegen
- der Gewerbetreibende muss (im Hinblick auf die Gewerbeausübung) unzuverlässig sein
- die Untersagung muss zum Schutz der Allgemeinheit bzw. der im Betrieb tätigen Angestellten erforderlich sein
- die Untersagung muss den Grundsätzen der Verhältnismäßigkeit im weiteren Sinne[1] entsprechen

## Rechtssystematische Einordnung
Nach dem Regelungsgefüge gem. Artikel 12 und Artikel 14 Grundgesetz (GG) sowie § 1 GewO ist es jedermann gestattet, ein Gewerbe auszuüben. Die Gewerbeuntersagung gem. § 35 Gewerbeordnung steht der grundgesetzlich eingeräumten Gewerbefreiheit für den Fall der die Belange der Allgemeinheit einschließlich des Staates und seiner Institutionen beeinträchtigenden Gewerbeausübung als beschränkendes Pendant gegenüber. Zweck der Vorschrift ist es, einen Missbrauch der Gewerbefreiheit schnell und wirksam zu verhindern.
Der Erlass der Gewerbeuntersagung dient nicht der Befriedigung der Gläubigerinteressen der Finanzbehörde. Vielmehr ist es ausschließlich Ziel dieses Verfahrens, Gewerbetreibende vom Wirtschaftsverkehr fernzuhalten, die wegen der Besorgnis einer nicht ordnungsgemäßen Gewerbeausübung eine Gefahr für die Allgemeinheit darstellen. Zur ordnungsgemäßen Gewerbeausübung, die die Voraussetzung für die Annahme gewerberechtlicher Zuverlässigkeit ist, gehört es, öffentlich-rechtlichen Zahlungs- und Erklärungspflichten – von sich aus – rechtzeitig nachzukommen und es nicht auf Vollstreckungsmaßnahmen ankommen zu lassen. Standardfälle behördlich veranlasster Gewerbeuntersagunsverfahrens sind die fortdauernde Nichtbegleichung öffentlich-rechtlicher Abgaben in Form von Betriebssteuern und Sozialabgaben durch den Gewerbetreibenden bei gleichzeitiger Verletzung der verfahrenstypischen Mitwirkungspflichten – Nichtabgabe von Steueranmeldungen und -Erklärungen, unterbliebene Anmeldung von Sozialabgaben.
Seitens des Finanzamtes wird das Steuergeheimnis  grundsätzlich nicht verletzt, wenn die Offenbarung von erheblichen Steuerrückständen gegenüber den Gewerbebehörden dazu dienen kann, diesen die Erfüllung der ihnen durch § 35 GewO auferlegten Aufgabe zu ermöglichen.
Unerheblich ist, dass die Steuerrückstände auf Schätzungen der Besteuerungsgrundlagen beruhen. Allein maßgeblich ist, in welcher Höhe der Gewerbetreibende Steuern nicht gezahlt hat, die er bereits deshalb von Rechts wegen hätte zahlen müssen, weil die ergangenen Steuerbescheide vollziehbar waren. Dabei sind auf Schätzungen beruhende Steuerschulden in gleicher Weise von Bedeutung wie solche, die sich aus exakt ermittelten Besteuerungsgrundlagen ergeben.
Die Untersagung kann abgewendet werden, wenn der Gewerbetreibende zahlungswillig ist und trotz seiner Schulden nach einem sinnvollen und tragfähigen Sanierungskonzept arbeitet. Ein derartiges Sanierungskonzept liegt etwa dann vor, wenn ein verbindlicher und von den Gläubigern akzeptierter Tilgungsplan existiert, dem konkrete Ratenzahlungen und insbesondere das Ende der Rückführung der (gesamten) Rückstände zu entnehmen sind, der Schuldner vereinbarten Ratenzahlungen nachkommt und währenddessen keine Vollstreckungsmaßnahmen gegen ihn eingeleitet werden. Zudem dürfen während der Abbezahlung der Altverbindlichkeiten keine neuen Zahlungsrückstände auftreten.
Die pünktliche Einreichung der verfahrenstypischen Anmeldungen für Steuern und Sozialabgaben erscheint daher für eine erfolgreiche Sanierung unerlässlich. Das Zahlungsverhalten des Schuldners (=Gewerbetreibenden) ist je nach Verfahrensstand von Bedeutung: Von einem Gewerbetreibenden, der sich dagegen wehrt, dass ihm die Ausübung eines Gewerbes untersagt wird, darf erwartet werden, dass er sich während des Widerspruchsverfahrens und Verwaltungsprozesses ordnungsgemäß verhält. Ordnungsgemäßes Verhalten des Gewerbetreibenden, nachdem ihm die Ausübung des Gewerbes untersagt worden ist, ist daher weniger bedeutsam als ordnungswidriges Verhalten vor Ergehen dieser Maßnahme.
Des Weiteren kann die Begehung von Straftaten oder Ordnungswidrigkeiten, die im Zusammenhang mit einer Gewerbeausübung stehen oder Auswirkung auf eine Gewerbetätigkeit haben könnten, die Einleitung des Untersagungsverfahrens nach sich ziehen. Die Eröffnung des Insolvenzverfahrens  über das Vermögen eines Gewerbetreibenden führt nicht zur Unterbrechung des gerichtlichen Verfahrens über eine Gewerbeuntersagung. Eine insolvenzbedingte Unterbrechung des Verfahrens setzt voraus, dass der Streitgegenstand „die Insolvenzmasse betrifft“. Denn die angefochtene Gewerbeuntersagung knüpft an in der Person des Gewerbetreibenden liegende Unzuverlässigkeitstatbestände an und entzieht ihm als Person die Befugnis, bestimmten beruflichen Tätigkeiten nachzugehen. Sie betrifft das berufliche Betätigungsrecht des Gewerbetreibenden. Dieses personenbezogene Recht gehört nicht zur Insolvenzmasse. Eine Gewerbeuntersagungsverfügung kann auch nach insolvenzrechtlicher Freigabe der unternehmerischen Tätigkeit gem. § 35 Abs. 2 S. 1 Insolvenzordnung ergehen.